# Periegesi
Periegesi és una paraula d'origen grec, περιήγησις ('periégesis') que significa «descripció detallada» segons el Diccionari Grec-Català. És un gènere literari que va tenir gran importància durant el període hel·lenístic, i que consisteix en una descripció d'un itinerari geogràfic on es recullen, a més de la geografia, les històries, els costums, els pobles els individus i fins i tot la mitologia dels països que es recorren. Normalment transmet l'experiència directa de l'autor, i seria un precursor de la literatura de viatges. Són diferents dels periples, que tenen una finalitat utilitària i pretenen ser una guia de navegació, descrivint sempre un itinerari marítim.
Es considera que l'iniciador d'aquest gènere literari va ser l'historiador i geògraf grec Hecateu de Milet, del que es conserven només alguns fragments de la seva obra, però que va influir molt en la tradició historogràfica i geogràfica posterior. L'autor més conegut i més notable, en aquest tipus de literatura va ser Pausànias, amb la seva obra Descripció de Grècia o Periegesi (Ἑλλάδος περιήγησις).
Altres autors van ser Polemó, Escimne de Quios, Dionisi de Califont, Dicearc de Messana i Dionís Periegeta que va escriure una obra molt popular que Aviè va traduir al llatí. La Geografia d'Estrabó no es considera una obra d'aquest gènere, encara que hi té punts en comú.